# Asociația Clubul Sportiv Poli Timișoara 2015-2016
Questa voce raccoglie le informazioni riguardanti l'Asociația Clubul Sportiv Poli Timișoara nelle competizioni ufficiali della stagione 2015-2016.

## Rosa
| N. |                        | Ruolo | Calciatore                  |
| -- | ---------------------- | ----- | --------------------------- |
| 1  | Portogallo (bandiera)  | P     | Madalin Smaranda            |
| 4  | Spagna (bandiera)      | D     | Manu Torres                 |
| 5  | Romania (bandiera)     | C     | Adrian Poparadu             |
| 6  | Spagna (bandiera)      | C     | Abel Suárez                 |
| 7  | Romania (bandiera)     | D     | Claudiu Belu                |
| 9  | Curaçao (bandiera)     | A     | Prince Rajcomar             |
| 10 | Romania (bandiera)     | A     | Dorin Goga                  |
| 11 | Spagna (bandiera)      | C     | Javi Hernández              |
| 12 | Romania (bandiera)     | C     | Cristian Boldea             |
| 13 | Romania (bandiera)     | D     | Cristian Scutaru (capitano) |
| 15 | Romania (bandiera)     | D     | Cristian Bocșan             |
| 17 | Curaçao (bandiera)     | C     | Everon Pisas                |
| 18 | Inghilterra (bandiera) | C     | Ross Jenkins                |
| 19 | Romania (bandiera)     | A     | Robert Elek                 |
| 22 | Senegal (bandiera)     | P     | Lys Gomis                   |
| 23 | Romania (bandiera)     | D     | Gabriel Cânu                |

| N. |                        | Ruolo | Calciatore         |  |
| -- | ---------------------- | ----- | ------------------ |  |
| 24 | Romania (bandiera)     | D     | Daniel Popescu     |  |
| 25 | Spagna (bandiera)      | C     | Fernando Llorente  |  |
| 26 | Romania (bandiera)     | D     | Cristian Melinte   |  |
| 28 | Israele (bandiera)     | P     | Ram Strauss        |  |
| 35 | Germania (bandiera)    | P     | Sascha Kirschstein |  |
| 42 | Romania (bandiera)     | C     | Deian Sorescu      |  |
| 77 | Romania (bandiera)     | C     | Cristian Bărbuț    |  |
| 81 | Romania (bandiera)     | C     | Alexandru Popovici |  |
| 83 | Romania (bandiera)     | C     | Ianis Zicu         |  |
| 88 | Romania (bandiera)     | C     | Marius Croitoru    |  |
| 94 | Romania (bandiera)     | C     | Ovidiu Popescu     |  |
|    | Romania (bandiera)     | C     | Cătălin Doman      |  |
|    | Israele (bandiera)     | A     | Bar Aharoni        |  |
|    | Inghilterra (bandiera) | A     | Alex Nimely        |  |
|    | Croazia (bandiera)     | D     | Ricardo Radina     |  |
|    | Romania (bandiera)     | P     | Darius Haidau      |  |